# Caleb Rodney
Caleb Rodney (29 de abril de 1767 - 29 de abril de 1840) foi um político norte-americano que foi governador do estado do Delaware, no período de 1822 a 1823, pelo Partido Federalista.